# 乌尔夫·魏因斯托克
乌尔夫·魏因斯托克（瑞典語：Ulf Weinstock，1952年8月10日—），瑞典男子冰球运动员，1970年开始职业生涯。他曾代表瑞典参加1980年冬季奥林匹克运动会冰球比赛，获得一枚铜牌。